# Succursale Omiya de la JR East
 (juillet 2025).
La succursale d'Ōmiya de la JR East est une succursale régionale de East Japan Railway Company (JR East). C'est le successeur de l'ancien "Tokyo Kita Railway Bureau " des Chemins de fer nationaux japonais (JNR) . La branche d'Ōmiya devrait être supprimée en 2026

## Emplacement de la succursale
Située  au 434-4 Nishikicho , arrondissement d'Omiya , ville de Saitama , préfecture de Saitama
Il se trouve à quelques minutes à pied au sud de la sortie ouest de la gare d'Ōmiya, et est situé sur le terrain ferroviaire adjacent à la gare.

## Historique
- 1er avril 2001 [2] - Établie en séparant une partie de la branche JR East de Tokyo (actuel siège métropolitain). C'est la dernière des branches JR East actuelles à être établie. Le bâtiment de la compagnie a été achevé le 15 février et a commencé à fonctionner en même temps que la branche a été établie .
- 15 mars 2008 - La station Koshigaya Laketown est ouverte sur la ligne Musashino .
- 14 mars 2009 – La gare de Nishi-Ōmiya est ouverte sur la ligne Kawagoe .
- 17 mars 2012 - La station Yoshikawa Minami est ouverte sur la ligne Musashino .
- Août 2015 – Un accord de collaboration a été signé avec l’Université de Saitama[3].
- 1er avril 2019 - Avec la création du siège général du Shinkansen , l'exploitation et la gestion des équipements de voie du Tōhoku Shinkansen et du Jōetsu Shinkansen , ainsi que le dépôt Shinkansen d'Oyama, sont transférés.
- 1er juillet 2026 ( prévu) – Suite à une réforme organisationnelle, la succursale d'Ōmiya sera supprimée et réorganisée en trois sièges sociaux : Omiya, Urawa et Tochigi. De plus, le tronçon de la Ligne Ryōmō, dans la préfecture de Tochigi, relevant actuellement de la succursale de Takasaki, sera transféré au siège social de Tochigi, tandis qu'un tronçon de la ligne Musashino, sera transféré au siège social de Musashino, à l'exception des locaux de la gare de Minami-Urawa .

## Zone de juridiction
Au 31 mars 2021, elle avait juridiction sur un total de 313,0 km de lignes conventionnelles , un total de 166,5 km de lignes Shinkansen et 79 gares ferroviaires.En ce qui concerne le Shinkansen, l'exploitation des trains et les opérations de maintenance des installations de voie ont été progressivement transférées au siège du Shinkansen, qui a été créé le 1er avril 2019.
Elle contrôle en date de 2025 :
- Tōhoku Shinkansen : elle gère les Gare d'Ōmiya , gare d'Oyama , gare d'Utsunomiya ,et  gare de Nasushiobara.
- Ligne principale de Tōhoku : La ligne Utsonomiya, et la section nord de la Ligne Keihin-Tōhoku (entre Ōmiya et Kawaguchi)
- Ligne Saikyō entre les stations  Toda Kōen et Ōmiya
- Ligne Musashino Entre la gare de Kita-Asaka et Misato.
- La branche de liaison entre la ligne Musashino et la ligne Tōhoku précisément entre la gare de Yono et la gare de Nishi Urawa  et entre Yono et Musashi-Urawa (les 3 lignes forment un embranchement en forme d'un triangle)
- Ligne Kawagoe entre la Gare d'Ōmiya  et celle de Musashi-Takahagi.
- Ligne Karasuyama en entier
- Ligne Nikkō en entier
- Ligne Takasaki de la gare d'Ōmiya au (6e passage à niveau Taisei)
- Ligne Ryōmō de la Gare d'Oyama au sud du pont d'Omoigawa.
- Ligne Mito de la Gare d'Oyama à après le deuxième passage d'Inuzuka.

## Fréquentation
En 2022, les 20 gares relevant de la juridiction de la succursale d'Ōmiya qui accueillaient en moyenne le plus grand nombre de passagers par jour sont les suivantes,
| Classement | Nom de la station  | Nombre de passagers/jour | Classement | Nom de la station  | Nombre de passagers/jour |
| ---------- | ------------------ | ------------------------ | ---------- | ------------------ | ------------------------ |
| 1          | Ōmiya              | 226,249                  | 11         | Kita-Urawa         | 45,085                   |
| 2          | Urawa              | 84,116                   | 12         | Higashi-Kawaguchi  | 35,046                   |
| 3          | Kawaguchi          | 71,354                   | 13         | Kawagoe            | 33,846                   |
| 4          | Minami-Koshigaya   | 67,815                   | 14         | Utsunomiya         | 31,241                   |
| 5          | Kita-Asaka         | 63,526                   | 15         | Toda-Kōen          | 30,915                   |
| 6          | Warabi             | 51,467                   | 16         | Higashi-Ōmiya      | 30,234                   |
| 7          | Minami-Urawa       | 51,308                   | 17         | Kuki               | 30,225                   |
| 8          | Nishi-Kawaguchi    | 50,446                   | 18         | Koshigaya Laketown | 26,175                   |
| 9          | Saitama-Shintoshin | 49,332                   | 19         | Higashi-Urawa      | 25,887                   |
| 10         | Musashi-Urawa      | 46,593                   | 20         | Yono               | 24,127                   |